# El último guateque
El último guateque es un largometraje español estrenado el 9 de marzo de 1978. Dirigido por Juan José Porto, constituye una crónica nostálgica de la juventud española de los años 60. Le seguiría una secuela, obra del mismo director, diez años después, El último guateque II (1988).

## Reparto
- Cristina Galbó (Maribel)
- Miguel Ayones (Juan José Blasco)
- Nadia Morales (Pepa)
- Miguel Arribas (Paco)
- Jaime Gamboa (Manolín)
- Beatriz Elorrieta (Marita)
- Agustí Villaronga (Eduardo) (como Agustín Villalonga)
- Esther Farré (Tere)
- Fernando Cebrián (Alberto, padre de Maribel)
- Lone Fleming (Julia, madre de Maribel)
- Sandra Alberti (Adriana)
- Eva León (Carmen, sirvienta en casa de Juan)
- Ignacio de Paúl (Agustín, padre de Juan)
- Manuel Torremocha (Miguel)
- Elisa Montés (Germana, prostituta)
- Amel Amor (Purita, prostituta)
- Pepe Calvo (Don Julián)
- Antonio Casas (Emilio)
- Vicente Parra (El cura)
- Tony Fuentes
- José Vivó (sin acreditar)